# Супян, Виктор Борисович
Ви́ктор Бори́сович Супя́н (род. 12 января 1948) — советский и российский экономист, доктор экономических наук (1990), профессор (1996). Заместитель директора Института США и Канады РАН. Американист, один из наиболее авторитетных современных исследователей экономики и политики США. Заслуженный деятель науки России (2020).
Супян возглавляет экономическое направление исследований Института США и Канады. Под его руководством проводятся исследования американской экономики, мировых проблем экономического развития, делаются рекомендации в органы законодательной и исполнительной власти РФ по использованию лучшего зарубежного опыта для экономики России. Член-корреспондент РАН с 2019 года.

## Биография
В 1966—1971 годах учился в МГИМО МИД СССР по специальности «международные экономические отношения».
Аспирант Института США и Канады АН СССР (1971—1974).
В 1974—1988 годах — младший научный сотрудник, старший научный сотрудник отдела экономических проблем Института США и Канады.
В 1975 году защитил диссертацию на соискание учёной степени кандидата экономических наук.
В 1977—1978 годах — стажёр посольства СССР в США в Вашингтоне, в 1985—1986 годах — стажёр представительства СССР при ООН в Нью-Йорке.
В 1988—1997 годах — руководитель группы, зав. сектором, руководитель центра, зав. отделом внутриэкономических исследований Института США и Канады.
С 1999 года — заместитель директора Института.
С 1997 года — профессор кафедры мировой и национальной экономики в ВАВТ Минэкономразвития.
С 2008 года — профессор факультета мировой экономики и мировой политики в Высшей Школе Экономики.

## Основные работы
- Американская экономика: новые реальности и приоритеты XXI века, Издательство Анкил, 2001, ISBN 5-86476-169-9
- Экономика США: Учебник для вузов, 2003, 656 стр., формат 17x24 см, твердая обложка, ISBN 5-314-00087-3
- Корпорация: американская модель. — М., 2005. — 320 с. ISBN 5-469-00509-7
- Супян В. Б., Кочетков Г. Б. Исследовательские университеты США: механизм интеграции науки и образования / Институт США и Канады РАН; Под ред. В. Б. Супяна. — М.: Магистр, 2009. — 399 с. ISBN 978-5-9776-0120-7
- Использование рабочей силы в США (1982)
- Наемный труд в США на новом этапе НТР (1990)
- Американская экономика: человек и технический прогресс (1993) (ответственный редактор и соавтор)
- Transforming Russian Enterprises. From State Control to Employee Ownership (1995) (в соавторстве)
- Экономическое развитие России и мировые тенденции на рубеже веков (1996) (в соавторстве)
- США на рубеже веков (2000) (в соавторстве).